# Parc Hosingen
Parc Hosingen (en luxembourgeois : Parc Housen) est une commune luxembourgeoise située dans le canton de Clervaux.

## Histoire
La commune est née le 1er janvier 2012 de la fusion des communes de Consthum, Hoscheid et Hosingen.

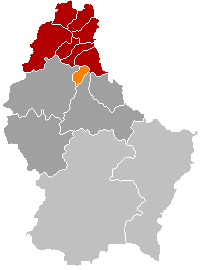
Consthum.
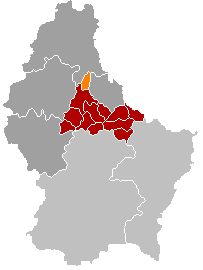
Hoscheid.
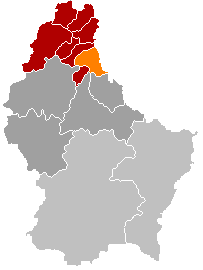
Hosingen.
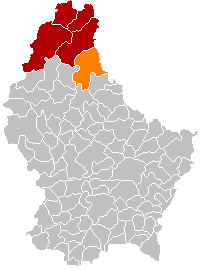
Parc Hosingen.

## Géographie
La commune est traversée par la route nationale N7 dite « Route du Nord ».

### Sections de la commune
- Bockholtz
- Consthum
- Dorscheid
- Holzthum
- Hoscheid
- Hosingen (chef-lieu)
- Neidhausen
- Obereisenbach
- Rodershausen
- Untereisenbach
- Wahlhausen

## Politique et administration

### Liste des bourgmestres
| Identité           | Période         | Période         | Durée                      | Étiquette |
| Identité           | Début           | Fin             | Durée                      | Étiquette |
| ------------------ | --------------- | --------------- | -------------------------- | --------- |
| Jacquot Heinen (d) | 8 décembre 2011 | 6 novembre 2017 | 5 ans, 10 mois et 29 jours |           |
| Romain Wester (d)  | 7 novembre 2017 | En cours        | 7 ans, 4 mois et 7 jours   |           |

## Population et société

### Démographie
L'évolution du nombre d'habitants est connue à travers les recensements de la population effectués dans le pays depuis 1821. Les recensements décennaux de la population permettent de caler les chiffres sur la composition de la population par sexe, âge, nationalité et commune de résidence. Entre deux recensements, la population au 1er janvier de l’année {\displaystyle x} est évaluée en ajoutant à la population au 1er janvier de l’année {\displaystyle x-1} les soldes naturel (naissances {\displaystyle -} décès) et migratoire (arrivées {\displaystyle -} départs) de l'année. La même méthode est appliquée pour la répartition par âge au 1er janvier et les effectifs totaux par nationalité. Depuis le 1er septembre 2023, le Luxembourg dénombre 100 communes.
Au 1er janvier 2024, la commune comptait 4 141 habitants.
| 2012  | 2013  | 2014  | 2015  | 2016  | 2017  | 2018  | 2019  | 2020  |
| ----- | ----- | ----- | ----- | ----- | ----- | ----- | ----- | ----- |
| 3 083 | 3 111 | 3 201 | 3 297 | 3 350 | 3 434 | 3 495 | 3 591 | 3 669 |

| 2021  | 2022  | 2023  | 2024  | - | - | - | - | - |
| ----- | ----- | ----- | ----- | - | - | - | - | - |
| 3 732 | 3 853 | 4 036 | 4 141 | - | - | - | - | - |

Pour des raisons techniques, il est temporairement impossible d'afficher le graphique qui aurait dû être présenté ici.

## Héraldique, logotype et devise
La commune ne possède pas de blason. En revanche, elle utilise initialement un logo associant les blason des trois communes fusionnées : Consthum, Hoscheid et Hosingen. Depuis mai 2019, elle utilise un logo distinctif, qui rappelle notamment les 13 sections qui la composent.